# Lucius Cestius Pius
Lucius Cestius Pius – retor pochodzenia greckiego z czasów Augusta. Pochodził ze Smyrny. Autor głośnych deklamacji, których fragmenty przechował Seneka Starszy.